# Erennia Etruscilla
Annia Erennia Cupressenia Etruscilla (latino: Annia Cupressenia Herennia Etruscilla; ... – morta dopo il 253) fu augusta (249 - 253) dell'impero romano, moglie dell'imperatore Decio e madre degli imperatori Erennio Etrusco e Ostiliano.

## Biografia
Molto poco è noto di Erennia, come per quasi tutte le imperatrici del terzo secolo. Probabilmente fu di famiglia senatoriale, di origine etrusca, come indica il nome Etruscilla. Quando Decio ed Erennio furono sconfitti e uccisi nella Battaglia di Abritto (251), Erennia, rimasta a Roma, assunse la reggenza nel nome del figlio tredicenne Ostiliano, che visse fino al novembre dello stesso anno. È probabile che, forte del sostegno del Senato,  abbia negoziato con il nuovo imperatore Treboniano Gallo fino a raggiungere un compromesso, per mantenere il titolo di augusta per sè e per il figlio. Le sue speranze però finirono quando il figlio Ostiliano morì nell'epidemia di peste scoppiata a Roma. Non si conosce la sua fine. 
Monete in suo onore, che ne celebrano la fecondità (era madre di due figli) e il decoro, con l'immagine velata della "Pudicitia",  sono state coniate fino al 253.